# 小行星8811
小行星8811（8811 Waltherschmadel）是一颗围绕太阳公转的小行星。1982年10月20日，柳德米拉·卡拉季奇在纳昂切尼奇发现了此天体。
該小行星以德國天文學家盧茨·D·施馬德爾的父親瓦爾特·施馬德爾（Walther Schmadel）命名。
这颗小行星的绝对星等为163.5344696576019等。